# Батиметрія

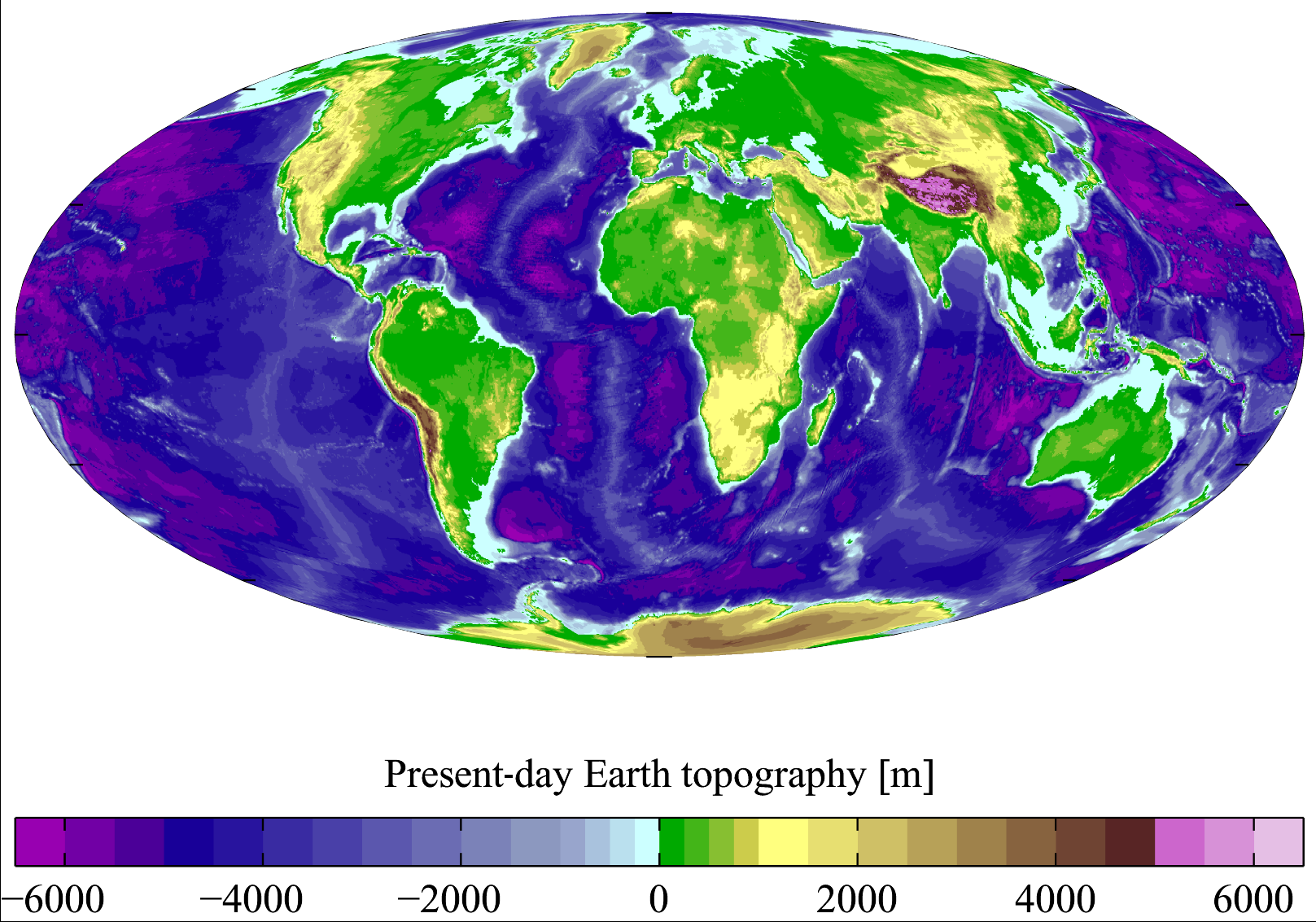
Батиметрія й алтиметрія Землі.

Батиметрія (від грец. βαθύς (bathus), «глибина» і μέτρον (metron), «міра») — вивчення рельєфу морського дна, отримання даних про глибини в зоні дослідження.
У середовищі фахівців даний термін може використовуватися як сукупність даних про глибини водного об'єкта, результат  батиметричної зйомки. Вимір глибин здійснюють спеціальними приладами (лот, ехолот).